# 영천 은해사 백흥암 수미단
영천 은해사 백흥암 수미단(永川 銀海寺 百興庵 須彌壇)은 대한민국 경상북도 영천시 청통면, 은해사 백흥암 극락전에 있는 높이 125cm, 너비 413cm의 조선 후기에 만든 불단이다. 1968년 12월 19일 대한민국의 보물 제486호로 지정되었다.

## 개요
수미단이란 절의 법당 정면에 상상의 산인 수미산 형태의 단을 쌓고 그 위에 불상을 모시던 대좌를 말한다.
영천 은해사 백흥암 수미단(永川 銀海寺 百興庵 須彌壇)은 극락전에 있는 높이 125cm, 너비 413cm의 조선 후기에 만든 불단이다. 앞쪽 면은 5단으로 되어 있으며, 각 단도 5등분 되어 각각 직사각형 모양을 하고 있다. 제일 위의 단은 안상문을 도드라지게 조각하였다. 제2단은 봉황·공작·학·꿩 등을, 제3단은 용·어린아이·물고기·개구리 등을 매우 섬세하게 조각하였다. 제4단은 코끼리·사자·사슴 등을 꽃잎 속에 조각하였고, 제일 아래단의 양쪽 끝에는 도깨비 얼굴을, 가운데 부분에는 용을 조각하였다.
각 단에 있는 새나 동물의 배열이 특색 있고, 조각기법도 매우 우수하다. 이런 특징이 있는 불단은 조선 후기 작품으로 더러 남아 있지만, 이 불단은 그 중에서도 대표되는 작품이다.

## 같이 보기
- 대구 파계사 원통전 수미단
- 영천 은해사 백흥암 극락전 (보물 제790호)

## 참고 자료
- 영천 은해사 백흥암 수미단 - 국가유산청 국가유산포털